# Municipio di Steglitz
Il municipio di Steglitz (in tedesco Rathaus Steglitz) si trova nel quartiere omonimo della città tedesca di Berlino, sulla Schloßstraße. È posto sotto tutela monumentale (Denkmalschutz).
Ospita uffici del distretto di Steglitz-Zehlendorf e una biblioteca pubblica di quartiere.

## Storia
Il Rathaus fu realizzato nel 1896-97, come municipio dell'allora comune rurale di Steglitz, su progetto degli architetti Heinrich Reinhardt e Georg Süßenguth (autori anche dei municipi di Spandau e Charlottenburg); gli architetti si rifecero allo stile gotico tipico della Marca di Brandeburgo, con una torre a dominare l'edificio.
Dal 1920, con la creazione della "Grande Berlino", il municipio ospitò la sede del distretto di Steglitz, il dodicesimo della città (solo di rappresentanza dal 1980, essendosi spostate le funzioni amministrative allo Steglitzer Kreisel).
Dal 2001, con la riforma amministrativa dei distretti berlinesi, il Rathaus ha perso le sue funzioni; il nuovo distretto di Steglitz-Zehlendorf ha sede al municipio di Zehlendorf.